# Chi Chunxue
Chi Chunxue (* 4. Januar 1998 in Jixi) ist eine chinesische Skilangläuferin.

## Werdegang
Chi debütierte zu Beginn der Saison 2013/14 beim Nordic Opening in Kuusamo im Weltcup und belegte dabei den 76. Gesamtrang. Ihr bestes Resultat bei der Tour de Ski 2013/14, die sie vorzeitig beendete, war der 47. Platz über 5 km klassisch im Fleimstal. Bei den Nordischen Skiweltmeisterschaften 2015 in Falun kam sie auf den 53. Platz im Sprint, auf den 52. Rang im Skiathlon und auf den 43. Platz im 30-km-Massenstartrennen. Zudem errang sie zusammen mit Li Xin den 17. Platz im Teamsprint. Zu Beginn der Saison 2015/16 belegte sie den 78. Platz beim Nordic Opening in Ruka. Bei den Olympischen Jugend-Winterspielen 2016 in Lillehammer gewann sie die Silbermedaille über 5 km Freistil. Des Weiteren kam sie auf den 19. Platz im Sprint und auf den neunten Rang im Cross. Im Februar 2017 holte sie bei den Winter-Asienspielen 2017 in Sapporo die Silbermedaille mit der Staffel. Ihre besten Platzierungen bei den Olympischen Winterspielen 2018 in Pyeongchang waren der 44. Platz im 30-km-Massenstartrennen und der 17. Rang zusammen mit Li Xin im Teamsprint und bei den nordischen Skiweltmeisterschaften 2019 in Seefeld in Tirol der 36. Platz im 30-km-Massenstartrennen und der 16. Rang mit der Staffel. Im Januar 2020 holte sie in Nové Město mit dem 24. Platz über 10 km Freistil ihre ersten Weltcuppunkte. Bei den Olympischen Winterspielen 2022 in Peking nahm sie an sechs Rennen teil. Ihre besten Platzierungen dabei waren der 34. Platz im Skiathlon und der zehnte Rang mit der Staffel.

## Teilnahmen an Weltmeisterschaften und Olympischen Winterspielen

### Olympische Spiele
- 2018 Pyeongchang: 44. Platz 30 km klassisch Massenstart, 55. Platz 10 km Freistil, 55. Platz 15 km Skiathlon, 57. Platz Sprint klassisch
- 2022 Peking: 10. Platz Staffel, 11. Platz Teamsprint klassisch, 34. Platz 15 km Skiathlon, 38. Platz Sprint Freistil, 38. Platz 30 km Freistil Massenstart, 39. Platz 10 km klassisch

### Nordische Skiweltmeisterschaften
- 2015 Falun: 42. Platz 30 km klassisch Massenstart, 50. Platz 15 km Skiathlon, 52. Platz Sprint klassisch
- 2019 Seefeld in Tirol: 16. Platz Staffel, 36. Platz 30 km Freistil Massenstart, 45. Platz 15 km Skiathlon, 47. Platz 10 km klassisch, 50. Platz Sprint Freistil